# یوهانا گراواندر
یوهانا گراواندر (به انگلیسی: Johanna Grawunder)؛ (زادهٔ ۱۹۶۱ میلادی در سن دیگو، کالیفرنیا) یک معمار، هنرمند و طراح آمریکایی است که به دلیل آثارش در نورپردازی شناخته شده است.
آثار او طیف وسیعی از پروژه‌ها و مقیاس‌ها را در بر می‌گیرد، از چیدمان عمومی در مقیاس-بزرگ، معماری و دکوراسیون داخلی، تا مبلمان و چراغ‌های تولید نسخهٔ محدود و سفارش‌های متمایز خصوصی. او همچنین محصولاتی را برای شرکت‌های منتخب از جمله فلوس، بوفی و گلس‌ایتالیا طراحی می‌کند.
طرح‌های قابل توجه وی عبارتند از طرح‌های صنعتی چراغ برای شرکت تولیدکنندهٔ تجهیزات نورپردازی رابرت اَبی، رستوران بالای موزه هنر و طراحی شهر نیویورک، و چیدمان نور برای فری‌پورت لوکزامبورگ (مرکز فوق امنیتی لوکزامبورگ).

## حرفه
گراواندر در دانشگاه ایالتی پلی‌تکنیک کالیفرنیا در سان لوئیس اوبیسپو تحصیل کرد و در سال ۱۹۸۴ میلادی در رشتهٔ معماری فارغ‌التحصیل شد. بلافاصله پس از آن، او برای تحصیل به ایتالیا نقل مکان کرد و از سال ۱۹۸۵ تا ۲۰۰۱ میلادی برای سوتساس آسوچاتی شروع به کار کرد. او در سال ۱۹۸۹ میلادی با سوتساس شریک شد. در استودیوی سوتساس او عمدتاً با معماری و دکوراسیون داخلی درگیر بود و بسیاری از معتبرترین پروژه‌های شرکت را با اتوره سوتساس طراحی کرد. در سال ۲۰۰۱ میلادی او را ترک کرد تا یک استودیو تأسیس کند، این استودیو جایی است که او مجموعه‌های اشیاء نورپردازی را برای شرکت‌های مختلف نورپردازی تولید و چندین اقامتگاه خصوصی در سراسر جهان طراحی کرده است.
کار نورپردازی گراواندر اغلب شامل منابع مبهم در رنگ‌های زنده است که منجر به درخشش‌های منحصر به فرد و جالب می‌شود.
آثار معماری و طراحی اشیاء هنری گراواندر بارها توسط نیویورک تایمز و نشریات معماری مانند دوول و وال‌پیپر مورد بازبینی و تحلیل قرار گرفته‌اند.

## آثار

### معماری
با اتوره سوتساس:
- خانهٔ وُلف، ریجوی، کلرادو، ایالات متحدهٔ آمریکا – ۱۹۸۷–۱۹۸۹.
- خانهٔ اسپریت، ولس، اتریش – ۱۹۸۷–۱۹۸۸ با مارکو زانینی.
- گالری مایر شوارتز، بورلی هیلز، لس آنجلس، ایالات متحدهٔ آمریکا - ۱۹۸۸–۱۹۸۹.
- خانهٔ اولابوئناگا، مائوئی، هاوایی، ایالات متحدهٔ آمریکا - ۱۹۸۹.
- گالری موزهٔ مبلمان معاصر، راونا، ایتالیا – ۱۹۹۲ با فدریکا باربیرو.
- خانهٔ برونو بیشهوفبرگر، زوریخ، سوئیس – ۱۹۹۱–۱۹۹۶.
- خانهٔ یوکو، توکیو، ژاپن – ۱۹۹۲.
- باشگاه گلف و استراحتگاه جائوچینگ، جائوچینگ، چین – ۱۹۹۴–۱۹۹۶ با فدریکا باربیرو.
- خانهٔ مورمانز، لنکان، بلژیک – ۱۹۹۵–۲۰۰۲.
- خانهٔ نانو، لنکان، بلژیک - ۱۹۹۵–۱۹۹۸.
- خانهٔ فان ایمپه، سنت لیونز هوتم، بلژیک - ۱۹۹۶–۱۹۹۸ با جانلوئیجی موتی.
- تپهٔ جاسمین، سنگاپور ۱۹۹۶ – ۲۰۰۰ با فدریکا باربیرو و مارکو پولینی.

### فضای داخلی
- بی‌آردبلیو و شرکاء، ۱۹۹۹–۲۰۰۰.
- جی‌پی، نمایشگاه پانپینتو، میلان، ایتالیا – ۲۰۰۲.
- خانهٔ ساحلی، میلان، ایتالیا – ۲۰۰۳–۲۰۰۴.
- خانهٔ انتسو کوکی، سیراکوزا، ایتالیا – ۲۰۰۶–۲۰۰۷.
- خانهٔ هنگ کنگ (اچ‌کی)، هنگ کنگ - ۲۰۰۶–۲۰۰۹.
- خانهٔ روسلا، رم، ایتالیا – ۲۰۱۲–۲۰۱۳.
- خانهٔ کوت دازور، مونت‌کارلو، موناکو – ۲۰۱۵.

### طراحی صنعتی
- کراک، گلس‌ایتالیا – ۲۰۱۴.
- باکسی، گلس‌ایتالیا – ۲۰۱۱.
- رنگ روی رنگ – ۲۰۱۰.
- XXX، گلس‌ایتالیا – ۲۰۰۹.
- وان، فلوس – ۲۰۰۵.
- وج، بوفی -
- غروب آفتاب و استخر، بی‌اندبی -
- مجموعهٔ جاز، ظروف غذاخوری، میکاسا – ۲۰۰۰–۲۰۰۳.

### چیدمان و سفارشات
- جرات شکاف،[۷] با کنستانتین گرچیچ و تیمو سالی، کلن، آلمان – ۲۰۰۱.
- موتورکراس، منظرهٔ خیابان روپونگی هیلز، توکیو، ژاپن - ۲۰۰۶–۲۰۰۷.[۸]
- مسیر نورانی، پاریس، فرانسه – ۲۰۰۶، گالری ایتالیایی، پاریس، فرانسه.[۹]
- رستوران رابرت، موزهٔ هنر و طراحی، نیویورک - ۲۰۱۰، نیویورک، ایالات متحدهٔ آمریکا.[۱۰]
- فری‌پورت سنگاپور، سنگاپور – ۲۰۱۰، گالری ایتالیایی، پاریس.[۱۱]
- فندی «یک هنر دیگر»، توکیو و پکن – ۲۰۱۳.[۱۲]
- ۵ دابلیو، سان فرانسیسکو، ایالات متحدهٔ آمریکا – ۲۰۱۳.
- فری‌پورت لوکزامبورگ، لوکزامبورگ – ۲۰۱۴، ایوان میتون/ آی‌ام‌دی‌ای.[۱۳]
- فندی میامی، ایالات متحده آمریکا – ۲۰۱۵، گالری اُ، رم.
- لوچه‌پیاتی، ژنو، سوئیس – ۲۰۱۵.

### نسخه‌های تولید محدود
- بسیاری از آثار کوچک، گالری مورمنز - ۱۹۹۵.
- سوپرلومینال (اَبَرنورانی)، گالری طراحی میلان و گالری مورمنز.
- تهویهٔ مطبوع، گالری طراحی میلان – ۱۹۹۵.
- اَبیس، سالویاتی – ۲۰۰۳.
- خاطرات چین، گالری مورمنز – ۱۹۹۶.
- مدیریت نور، گالری طراحی پست، میلان – ۱۹۹۷.
- فراکتال‌ها، گالری طراحی پست، میلان – ۱۹۹۹.
- لورایدر، گالری طراحی پست، میلان – ۲۰۰۱.
- ماسک‌ها، گالری روبرتو جوستینی – ۲۰۰۲.
- در صحرا، گالری طراحی میلان – ۲۰۰۳.[۱۴]
- آریل، گالری ایتالیایی، پاریس – ۲۰۰۴.[۱۵]
- درخشش خیابان، گالری ایتالیایی، پاریس - ۲۰۰۵.[۱۵][۱۶]
- موقعیت‌های جدید، گالری روبرتو جوستینی – ۲۰۰۶.
- ساکورا، روبرتو جوستینی و شرکاء، رم – ۲۰۰۷.
- من سکسی‌بک را می‌آورم، گالری طراحان، کلن، آلمان – ۲۰۰۸.
- سیلندرها، فریدمن بندا / افسون، نیویورک – ۲۰۱۰.
- جولایت، روبرتو جوستینی و شرکاء، رم – ۲۰۰۸.
- دوراهی داووس، روبرتو جوستینی و شرکاء، رم – ۲۰۰۸.[۱۷]
- ابتدا آسیب نزن، گالری آنتونلا ویلانووا، فلورانس – ۲۰۱۱.
- کوربوبیبی، ایوان میتون/ آی‌ام‌دی‌ای، پاریس – ۲۰۱۱.
- آسمان بزرگ، گالری کارگاه کارپنترز، پاریس لندن – ۲۰۱۲.
- نوگوچیگوگو، ایوان میتون/ آی‌ام‌دی‌ای، پاریس – ۲۰۱۳.[۱۸][۱۹]
- اسباب‌بازی‌های‌کثیف، محل اقامت کارگاه، لس آنجلس - ۲۰۱۳.
- بدون غر زدن در قایق بادبانی، گالری کارگاه کارپنترز، پاریس لندن – ۲۰۱۳.

### قطعات منحصر به فرد
- پراگا، پراگ – ۲۰۰۵، گالری ایتالیایی، پاریس.
- سه‌سم، پاریس – ۲۰۰۷، گالری ایتالیایی، پاریس.
- مبلمان ای‌ای، ژنو، سوئیس – ۲۰۰۹، ایوان میتون/ آی‌ام‌دی‌ای.
- طوفان دبلیواس، قایق بادبانی خصوصی - ۲۰۰۹–۲۰۱۰، ایوان میتون/ آی‌ام‌دی‌ای.
- مبلمان ام‌ال‌جی، پاریس، فرانسه – ۲۰۰۹، ایوان میتون/ آی‌ام‌دی‌ای.
- چراغ‌های سقفی ال‌بی، پاریس، فرانسه - ۲۰۱۰، ایوان میتون / آی‌ام‌دی‌ای.[۲۰][۲۱]
- چراغ سقفی باد، سنت مارتین دو بلویل، فرانسه – ۲۰۱۰، ایوان میتون/ آی‌ام‌دی‌ای.[۲۲]
- چراغ‌های بازی دایرهٔ غول‌پیکر و کریستال، لندن، بریتانیا – ۲۰۱۰، ایوان میتون/ آی‌ام‌دی‌ای.
- چراغ جوز، سنت موریتز، سوئیس – ۲۰۱۱.
- مبلمان روشنایی خیابان پارک، نیویورک - ۲۰۱۲، ایوان میتون/ آی‌ام‌دی‌ای.
- صفحه‌های مسطح نیو-یورک، نیویورک – ۲۰۱۳.
- چراغ کالیگرافی، پاریس، فرانسه – ۲۰۱۳، ایوان میتون/ آی‌ام‌دی‌ای.
- چوپی چوپی، قایق تفریحی خصوصی – ۲۰۱۳، ایوان میتون / آی‌ام‌دی‌ای.
- چراغ بازی دایرهٔ غول‌پیکر، بیروت، لبنان – ۲۰۱۴، ایوان میتون / آی‌ام‌دی‌ای.
- چراغ جی زی، پاریس، فرانسه – ۲۰۱۴، ایوان میتون / آی‌ام‌دی‌ای.
- مادام کیت، قایق بادبانی خصوصی - ۲۰۱۴، ایوان میتون / آی‌ام‌دی‌ای.
- ابر جادویی – ۲۰۱۵
- میلهٔ طلای شنل، مادرید، اسپانیا – ۲۰۱۵، گالری کارگاه کارپنترز.[۲۳]
- میز اسلب، لندن، بریتانیا – ۲۰۱۶، ایوان میتون/ آی‌ام‌دی‌ای.